# South Nutfield
South Nutfield är en by i Surrey i England. Byn är belägen 30,6 km 
från Guildford. Orten har 1 979 invånare (2015).